# Lauren Lane
Lauren Lane (Oklahoma City, Oklahoma; 2 de febrero de 1961) es una actriz teatral y de televisión estadounidense. Es más reconocida por ser la actriz que dio vida al personaje de “C. C." Babcock en la serie de televisión "The Nanny" que salió al aire en 1993.

## Biografía
Lauren Lane nació en Oklahoma City, Oklahoma, pero creció en Texas. Estuvo casada con David Wilkins, de quien se divorció, con quien tuvo una hija, Kate. Es graduada de la Universidad de Texas en Arlington.

## Participaciones

### En filmes
Hizo su debut en la película Interface (Andy Anderson, 1984) y tres años después hizo de nuevo mancuerna con el mismo director en el filme independiente Positive I.D. (Andy Anderson, 1987) pero ahora con el nombre acreditado de Laura Lane. 

### En televisión
Dio vida a la sargento Chris Novak en la serie televisiva "Hunter" en diez episodios (1989-1991); en 1991 participó en cinco episodios de "L.A. Law". En 1993 hizo su aparición en la película para la televisión "Perry Mason: The Case of the Skin-Deep Scandal". De 1993 a 1999 fue contratada para dar vida al personaje de "C. C." Babcock en The Nanny, como la antagonista y rival de Fran Fine (Fran Drescher), papel por el que es más recordada por los fanáticos de la serie. En 1996 prestó su voz para la serie de animación "Duckman: Private Dick/Family Man"  - en el episodio They Craved Duckman's Brain!.

## Otros proyectos
Lauren Lane también actúa en teatro y es miembro activo de la compañía de teatro experimental The Actors Gang, que es presidida por el actor Tim Robbins. Actualmente es profesora del departamento de teatro de la Carnegie Mellon University en Pittsburgh, Pensilvania.

## Filmografía

### Películas
- 1984: Interface : Amy Witherspoon
- 1986: Positive I.D. : Dana
- 1992: Nervous Ticks : Blonde
- 1993: Perry Mason: The Case of the Skin-Deep Scandal: Lauren Kent
- 1999: Gen 13 : Ivana Baiul
- 2001: The Cutting Room : Joan Swanson

### Televisión
- 1989–1991: Hunter : Chris Novak
- 1991–1992: L.A. Law  : Julie Rayburn
- 1993: South Beach : Brooke Wyatt
- 1993–1999: La Niñera : C.C. Babcock
- 1995: Burke's Law : Tanya Lovette
- 1996: Duckman: Private Dick/Family Man : Director's Assistant
- 1997: The Daily Show : Herself
- 1999: Partners : Barbara
- 2004: The Nanny: A Nosh to Remember : Herself

#### Teatro
- 1989-1990: Judevine
- 1993: Blood! Love! Madness!
- 1994: Electra
- 2001: Dinner with Friends
- 2005: The V****na Monologues
- 2007/8: The D**k Monologues
- 2008: The Clean House
- 2009: House of Several Stories
- 2010: Becky's New Car
- 2010: Celebrity Autobiography
- 2011: A Writer's Vision(s)
- 2011: August: Osage County
- 2011: The Cherry Orchard
- 2011/12: God of Carnage
- 2013: Harvey